# Оболонско-Теремковская линия
Оболо́нско-Теремко́вская ли́ния (с 2012 года на официальных схемах отмечается как Синяя линия метро (укр.  Синя лiнiя метро)) или линия  (новая система нумерации линий была введена для удобства ориентирования туристов на Евро-2012) (укр. Оболо́нсько-Теремкі́вська лі́нія), до 2018 года — Куренёвско-Красноарме́йская (укр. Курені́всько-Червоноармі́йська лíнiя) — исторически вторая линия Киевского метрополитена. Количество станций — 18, протяжённость линии — 20,95 км, время проезда — 34 мин. Проходит от жилого массива Оболонь на севере до массива Теремки на юге, от которых происходит нынешнее название линии.
По состоянию на 2013 год нумерация путей: «Теремки» — «Героев Днепра» — I, «Героев Днепра» — «Теремки» — II.

## История строительства
Строительство линии начато в 1970 году.
Прежнее название «Куренёвско-Красноармейская» отражало не реальную трассировку, а первоначальный проект линии. Действительно, линия, носившая название «Куренёвско-Красноармейская», ныне не проходит через местность Куренёвку. В середине 1960-х планы строительства предусматривали строительство линии в сторону Куренёвки и Приорки со станциями «Заводская» на месте нынешней «Тараса Шевченко», «Петропавловская» в районе пересечения площади Фрунзе и «Площадь Шевченко» на одноимённой площади. Но в результате строительства массива Оболонь было принято решение об изменении трассировки линии. Вторая часть прежнего названия — «Красноармейская» — перестала соответствовать наземной топонимике после переименования станции «Красноармейская» во «Дворец „Украина“» в 1993 году и возвращения Красноармейской улице исторического названия Большая Васильковская в ноябре 2014 года. Нынешнее название «Оболонско-Теремковская» линия получила 8 февраля 2018 года решением Киевского городского совета, опубликованном в газете «Хрещатик» 23 февраля 2018 года..
8 декабря 2023 года из-за разгерметизации тоннеля на Оболонско-Теремковской линии в районе станций «Демиевская» и «Лыбедская» подвергся затоплению перегон между этими станциями, и таким образом «Демеевская» и 5 станций расположенных были отрезаны от основной линии, в связи с чем они были закрыты кроме челночного движения между ними), что вызвало транспортный коллапс в городе; под угрозой закрытия находятся ещё 15 станций. 13 декабря 2023 года между станциями «Демиевская» и «Теремки» впервые после битвы за Киев было запущено челночное движение. 12 сентября 2024 года движение на аварийном участке было восстановлено.
| Пусковой участок (объект) | Дата                 | Длина, км |
| --- | -------------------- | --------- |
| «Площадь Калинина», «Почтовая площадь», «Красная площадь», пересадочный узел между станциями «Площадь Калинина» и «Крещатик» | 17 декабря 1976 года | 2,32      |
| «Тараса Шевченко», «Петровка», «Проспект Корнейчука»                                                                         | 19 декабря 1980 года | 4,40      |
| «Площадь Льва Толстого», «Республиканский стадион»                                                                           | 19 декабря 1981 года | 1,70      |
| «Минская», «Героев Днепра»                                                                                                   | 6 ноября 1982 года   | 2,35      |
| «Красноармейская», «Дзержинская»                                                                                             | 30 декабря 1984 года | 2,43      |
| 2-й пересадочный узел между станциями «Площадь Октябрьской революции» и «Крещатик»                                           | 3 декабря 1986 года  | —         |
| Электродепо «Оболонь» | 19 марта 1988 год    | —         |
| Пересадочный узел между станциями «Площадь Льва Толстого» и «Дворец спорта»                                                  | 31 декабря 1989 года | —         |
| «Демиевская», «Голосеевская», «Васильковская»                                                                                | 15 декабря 2010 года | 3,80      |
| «Выставочный центр» | 27 декабря 2011 года | 1,48      |
| «Ипподром» | 25 октября 2012 года | 0,92      |
| «Теремки» | 6 ноября 2013 года   | 1,5       |
| Всего: | 18 станций           | 20,95     |

До 1993 года станция «Васильковская» в проекте отсутствовала. После станции «Ореховатская площадь» (ныне «Голосеевская») планировалась станция «Голосеевский парк».

## Переименования
| Станция                     | Предыдущее название             | Годы      |
| --------------------------- | ------------------------------- | --------- |
| «Площадь Независимости»     | «Площадь Калинина»              | 1976—1977 |
| «Площадь Независимости»     | «Площадь Октябрьской революции» | 1977—1991 |
| «Контрактовая площадь»      | «Красная площадь»               | 1976—1990 |
| «Оболонь»                   | «Проспект Корнейчука»           | 1980—1993 |
| «Дворец „Украина“»          | «Красноармейская»               | 1984—1993 |
| «Лыбедская»                 | «Дзержинская»                   | 1984—1993 |
| «Олимпийская»               | «Республиканский стадион»       | 1981—2011 |
| «Почайна»                   | «Петровка»                      | 1980—2018 |
| «Площадь Украинских Героев» | «Площадь Льва Толстого»         | 1980—2023 |

## Перспективы развития
| Перечень участков и объектов                      | Длина участков, км | Количество станций | Срок введения в эксплуатацию |
| ------------------------------------------------- | ------------------ | ------------------ | ---------------------------- |
| «Одесская», электродепо «Теремки»                 | 1,5                | 1                  | неизвестно                   |
| «Автовокзал „Теремки“», «Улица Крейсера „Аврора“» | 2,2                | 2                  | неизвестно                   |

## Депо и подвижной состав
Оболонско-Теремковская линия в 1976—1988 годах обслуживалась электродепо «Дарница» (ТЧ-1). С 1988 года обслуживается электродепо «Оболонь» (ТЧ-2).
| Подвижной состав                | Период                 |
| ------------------------------- | ---------------------- |
| Еж3/Ем-508Т                     | 1976—1978              |
| 81-717/714                      | 1976 — настоящее время |
| 81-717.5К/81-714.5M             | 2010-настоящее время   |
| 81-553.1/554.1/555.1 «Славутич» | 2002—2013              |
| 81-540.2/81-714.5М              | 2006 — настоящее время |
| 81-717.5К/81-714.5M             | 2010 — настоящее время |
| 81-540.3К/81-541.3К             | 2013 — настоящее время |